# Diocesi di Bondoukou
La diocesi di Bondoukou (in latino Dioecesis Bondukuensis) è una sede della Chiesa cattolica in Costa d'Avorio suffraganea dell'arcidiocesi di Bouaké. Nel 2022 contava 354.000 battezzati su 865.000 abitanti. È retta dal vescovo Bruno Essoh Yedoh.

## Territorio
La diocesi comprende l'intera regione di Zanzan, nella parte nord-orientale della Costa d'Avorio.
Sede vescovile è la città di Bondoukou, dove si trova la cattedrale di Sant'Odilia.
Il territorio si estende su 34.530 km² ed è suddiviso in 38 parrocchie.

## Storia
La diocesi è stata eretta il 3 luglio 1987 con la bolla Qui benignissimo Dei consilio di papa Giovanni Paolo II, ricavandone il territorio dalla diocesi di Abengourou.
Originariamente suffraganea dell'arcidiocesi di Abidjan, il 19 dicembre 1994 è entrata a far parte della provincia ecclesiastica dell'arcidiocesi di Bouaké.

## Cronotassi dei vescovi
Si omettono i periodi di sede vacante non superiori ai 2 anni o non storicamente accertati.
- Alexandre Kouassi † (28 agosto 1987 - 16 dicembre 1994 deceduto)
- Félix Kouadjo † (22 aprile 1996 - 6 maggio 2012 deceduto)
  - Sede vacante (2012-2019)
- Bruno Essoh Yedoh, dal 28 giugno 2019

## Statistiche
La diocesi nel 2022 su una popolazione di 865.000 persone contava 354.000 battezzati, corrispondenti al 40,9% del totale.
| anno | popolazione | popolazione | popolazione | presbiteri | presbiteri | presbiteri | presbiteri                | diaconi | religiosi | religiosi | parrocchie |
| anno | battezzati  | totale      | %           | numero     | secolari   | regolari   | battezzati per presbitero | diaconi | uomini    | donne     | parrocchie |
| ---- | ----------- | ----------- | ----------- | ---------- | ---------- | ---------- | ------------------------- | ------- | --------- | --------- | ---------- |
| 1990 | 23.489      | 384.887     | 6,1         | 19         | 4          | 15         | 1.236                     |         | 15        | 22        | 7          |
| 1999 | 42.260      | 490.100     | 8,6         | 20         | 11         | 9          | 2.113                     |         | 9         | 24        | 10         |
| 2000 | 17.000      | 650.000     | 2,6         | 17         | 11         | 6          | 1.000                     |         | 6         | 20        | 12         |
| 2001 | 150.000     | 1.000.000   | 15,0        | 32         | 22         | 10         | 4.687                     |         | 10        | 30        | 13         |
| 2002 | 150.000     | 500.000     | 30,0        | 32         | 16         | 16         | 4.687                     |         | 16        | 27        | 14         |
| 2003 | 35.000      | 335.000     | 10,4        | 30         | 17         | 13         | 1.166                     |         | 13        | 23        | 14         |
| 2004 | 75.000      | 650.000     | 11,5        | 35         | 28         | 7          | 2.142                     |         | 7         | 27        | 15         |
| 2006 | 97.800      | 680.000     | 14,4        | 43         | 36         | 7          | 2.274                     |         | 7         | 27        | 16         |
| 2012 | 116.000     | 807.000     | 14,4        | 60         | 53         | 7          | 1.933                     |         | 7         | 36        | 22         |
| 2015 | 126.200     | 874.000     | 14,4        | 63         | 63         |            | 2.003                     |         |           | 42        | 24         |
| 2018 | 136.275     | 943.760     | 14,4        | 68         | 68         |            | 2.004                     |         |           | 35        | 24         |
| 2020 | 290.325     | 992.850     | 29,2        | 69         | 69         |            | 4.207                     |         |           | 35        | 29         |
| 2022 | 354.000     | 865.000     | 40,9        | 85         | 85         |            | 4.164                     |         |           | 37        | 38         |